# متحف اينغالدي نانس
يعتقد بعض المؤرخين أن متحف اينغالدي نانس هو المتحف الأول على الرغم من أن هذا مجرد تخمين. يعود تاريخه إلى حوالي 530 قبل الميلاد. كان المنسق هو إنيغالدي، وابنة نابونيدوس، آخر ملوك الإمبراطورية البابلية الجديدة. كانت تقع في ولاية أور، وتقع في محافظة ذي قار الحالية في العراق، على بعد حوالي 150 مترًا (490 قدمًا) جنوب شرق زقورة أور الشهيرة.

## التاريخ
عندما قام علماء الآثار بالحفر في أجزاء معينة من القصر ومجمع المعابد في أور، حددوا أن العشرات من القطع الأثرية، كانت مرتبة بعناية جنبًا إلى جنب، والتي تختلف أعمارها حسب القرون، كانت في الواقع قطعًا متحفية - حيث أتوا مع ما تم تحديده أخيرًا ليكون "متحفًا" تسميات". وكانت تتكون من أسطوانات طينية تحمل ملصقات بثلاث لغات مختلفة. علمها والد نابونيدوس هو إنيغالبي، مرمم الآثار والأثرية، تقدير القطع الأثرية القديمة. يُعرف والدها بأنه أول عالم آثار جاد وقد أثر على أننيغالدي لإنشاء متحف الاثار التعليمي الخاص بها.
كانت أراضي القصر التي تضم المتحف في المبنى القديم المشار إليه باسم E-Gig-Par ، والذي كان يحتوي أيضًا على أماكن معيشتها. كما تضمنت أراضي القصر المباني الفرعية للقصر.

## محتويات
عندما قام عالم الآثار ليونارد وولي بالحفر في أنقاض المتحف، تم اكتشاف محتوياته ليتم تصنيفها باستخدام أقراص وبراميل من الطين. تم التنقيب عن العديد من القطع الأثرية في الأصل من قبل نابونيدوس، والد إنيغالد، وكانت من القرن العشرين قبل الميلاد. وقد تم جمع بعض القطع الأثرية من قبل نيبوشادنزار. يُعتقد أن إنيغالد نفسها قد قامت بحفر بعض هذي الجثث. تعود هذه القطع إلى قرون عديدة في زمن إنيغالد وجاءت من المناطق الجنوبية لبلاد الرافدين.
قامت إنيغال بتخزين القطع الأثرية في معبد بجوار القصر الذي تعيش فيه. استخدمت قطع المتحف لشرح تاريخ المنطقة وتفسير الجوانب المادية لتراث سلالتها.
كانت «علامات المتاحف» (الأقدم التي عرفها المؤرخون) للعناصر التي تم العثور عليها في المتحف عبارة عن أسطوانات من الطين تحتوي على نص وصفي بثلاث لغات مختلفة. أين؟
بعض هذه القطع الأثرية كانت:
- علامة كودورو الكيشية (منقوشة على شكل ثعبان وشعارات آلهة مختلفة).
- جزء من تمثال للملك شولجي
- مخروط طيني كان جزءًا من مبنى في لارسا.